# Taron
Taron là một chi ốc biển, là động vật thân mềm chân bụng sống ở biển trong họ Fasciolariidae.

## Các loài
Các loài trong chi Taron gồm có:
- Taron albocostus Ponder, 1968[2]
- Taron dubius (Hutton, 1878)
- Taron mouatae Powell, 1940[3]